# Yūya Nagatomi
Yūya Nagatomi (japanisch 永冨 裕也 Nagatomi Yūya; * 30. Juli 1982 in der Präfektur Fukuoka) ist ein ehemaliger japanischer Fußballspieler.

## Karriere
Nagatomi erlernte das Fußballspielen in der Universitätsmannschaft der Chūkyō-Universität. Seinen ersten Vertrag unterschrieb er 2005 bei Ehime FC. Der Verein spielte in der dritthöchsten Liga des Landes, der Japan Football League. 2005 wurde er mit dem Verein Meister der Japan Football League und stieg in die J2 League auf. 2007 wechselte er zum Drittligisten ALO's Hokuriku (heute: Kataller Toyama). Am Ende der Saison 2008 stieg der Verein in die J2 League auf. Ende 2011 beendete er seine Karriere als Fußballspieler.